# کیفی اعظمی
اطهر حسین رضوی معروف به کیفی اعظمی (۱۴ ژانویه ۱۹۱۹–۱۰ مه ۲۰۰۲) یک شاعر، ترانه‌سرا، و نویسنده اهل هند بود که به زبان اردو آثاری تألیف می‌کرد. از او به عنوان کسی یاد می‌شود که ادبیات اردو را به سینمای هندی آورده است.  وی همراه با پیرزاده قاسم، جوان الیا و دیگران در بسیاری از مجالس خاطره انگیز مشیرا در قرن بیستم شرکت کرد.او در فیلم نسیم بازی کرده است.
آموزش اولیه کیفی شامل زبان‌های سنتی اردو، عربی و فارسی بود.
وی برندهٔ جوایزی همچون جایزه فیلم‌فیر شده است.